# Mateo Jordán Picache
Mateo Jordán Picache (Albarracín, 1884 - Albarracín, 1909) fue un compositor y maestro de capilla español.

## Vida
Mateo Jordán Picache nació en Albarracín, en la provincia de Teruel, el 1884. Se educó musicalmente en la capilla de música de la Catedral bajo el magisterio de Antonio Canet y Portolés.
Canet se desplazó en 1898 a la Catedral de Teruel, donde ocuparía el mismo cargo, dejando el magisterio y la organistía albarracinense vacante. Jordán debía tener mucho talento, ya que aún siendo escolán mayor tomó el cargo de organista. Probablemente no tomó las responsabilidades del maestro de capilla inmediatamente, por lo que se especula que fuera uno de los cantores quien realizara las funciones.
Desde 1900 se conservan numerosas obras copiadas por Jordán, lo que indica la seriedad con la que tomaba su cargo y que lo confirma en su cargo de organista. En 1906 consiguió el beneficio de organista:

Muy Ilustre Señor.
En sesión extraordinaria del día 21 del corriente, el Señor Deán, como presidente de la Comisión nombrada por el Ilustrísimo Cabildo para presenciar en representación suya los ejercicios de oposición al vacante Beneficio Organista, habidos en los días 17 y 18 del propio mes, manifiesto a la Ilustrísima Corporación Capitular que los comisionados señores Vázquez y Domínguez, en reunión del mismo, habían desempeñado en efecto la misión que se les confiaba: y que según el dictamen de los Señores jueces, don Antonio Canet y Don Joaquín Álvarez, debíansele aprobados los ejercicios al único opositor, Don Mateo Jordán Picache. El Ilustrísimo Cabildo quedó enterado y conforme. Lo que participamos a Vuestra Señoría a los efectos oportunos.
Dios guarde a Vuestra Señoría muchos años.
Albarracín 22 de mayo de 1906.
[Firmado y rubricado] Telésforo Giménez.
[Destinatario] Muy Ilustre Señor Doctor Don Lino Singla, Gobernador Eclesiástico (S. P.) del Obispado de Teruel

En 1908 se le nombra como «presbítero organista» en las actas capitulares. Fallecería poco después, a los 25 años, a principios de 1909. El cabildo prontamente lo hizo saber y convocó las oposiciones para el cargo:

Nós Don Juan Antón y de la Fuente, por la gracia de Dios y de la Santa Sede Apostólica Obispo de Teruel y Administrador Apostólico de la Diócesis de Albarracín, y el Deán y Cabildo de esta Santa Iglesia Catedral.

HACEMOS SABER: que en esta nuestra Iglesia Catedral, que ha de reducirse a Colegiata, se halla vacante el Beneficio de Organista por defunción del último poseedor Don Mateo Jordán Picache. La provisión corresponde a la Corona, previa oposición, conforme á lo dispuesto en el último Concordato y Real orden de 16 de mayo de 1852.

Por tanto llamamos á todos los que quieran oponerse, para que, dentro del plazo de treinta días, a contar desde esta fecha, que nos reservamos prorrogar, comparezcan por si, o por persona autorizada, ante nuestra Secretaría Capitular a firmar la oposición, presentando sus instancias acompañadas de la partida de bautismo, licencia y Testimoniales de sus Prelados respectivos, si fueren Eclesiásticos, y no siéndolo, documentos que acrediten su conducta, carrera literaria y cargos que hayan desempeñado.

Concluido el plazo del edicto y prórroga en su caso, los opositores admitidos practicarán los ejercicios siguientes:

1º Ejecución orgánica de una pieza de libre elección.

2º Ejecución de otra pieza que les señalará el Tribunal, con diez minutos de Preparación.

3º Improvisación de versos de primera clase y ordinarios en los tonos que se les designe.

Las obligaciones serán las generales a todos los beneficios siendo compatibles con su oficio y las peculiares de tocar el órgano todos los días en esta Santa Iglesia y en las funciones que dispusiere el Cabildo, así dentro como fuera de ella, y desempeñar gratuitamente el cargo de censor en las oposiciones a Beneficios y plazas nutuales de música.

La dotación será la misma que perciben los demás beneficiados, y a esta se añadirán doscientas cincuenta pesetas anuales, pagadas del fondo de fábrica en el tiempo y forma que perciba sus asignaciones el culto, por dar lección de canto figurado todos los días laborables a los infantes y enseñarles además el modo de cantar a canto llano los versículos y demás que se acostumbra en esta Santa Iglesia, en el coro, siendo Árbitro el Cabildo para relevar de este oficio al Organista, si no cumpliere conveniente y satisfactoriamente.

En todas sus ausencias el agraciado deberá designar, á sus espensas, persona idónea que lo sustituya, á no ser que tuviera un infante convenientemente instruido en órgano, en cuyo caso se le consentirá que éste le sustituya gratuitamente, esto es, sin dispendio alguno del Organista, ni de la fábrica. En testimonio de lo cual espedimos el presente firmado por Nós, sellado con los de Nuestras armas y refrendado por nuestro Secretario Capitular en Albarracín a seis de Febrero de 1909.

[Firmado y Rubricado] + Juan, Obispo de Teruel / Administrador Apostólico de Albarracín.

[Firmado y rubricado] Licenciado Teleforo Giménez / Deán.

[Sello del Obispo] Licenciado Don Joannes Antón De La Fuente [...] Episcopus Terulen-Albarracinen Apost. Adnminist.

Por acuerdo del Ilustrísimo y Reverendísimo Señor Obispo de Teruel Administrador Apostólico de Albarracín / e Ilustrísimo Deán y Cabildo de la Santa Iglesia de Albarracín.

[Firmado y rubricado] Enrique Artigot, Secretario Capitular Accidental.

[Sello del Cabildo] Capitulum Sancta Eclesia Cathedral Albarrecinensis.

Edicto convocando a oposición para prever un beneficio con cargo de organista vacante en esta Santa Iglesia Catedral de Albarracín, con término de treinta días que terminarán el 7 marzo de 1909.

Teruel.-Imprenta de P. Clemente.
Actas capitulares de la Catedral de Albarracín, 6 de febrero de 1909

El 9 de mayo de ese año se daba «[p]osesión al clérigo tonsurado Vicente Perpiñán Górriz, nombrado por la Corona mediante oposición por defunción de su último poseedor el organista D. Mateo Jordan Picache».

## Obra
Solo se conserva un motete de Jordán, Domine Jesu Christie, a cuatro voces.